# Maryam Henein
Pour les articles homonymes, voir Henein.
Maryam Henein est une journaliste d'investigation, activiste, réalisatrice de documentaire et entrepreneure née au Canada. Elle a entre autres réalisé le documentaire Vanishing of the Bees sorti en 2009 basé sur le syndrome d'effondrement des colonies d'abeilles.

## Biographie
Native de Montréal au Québec, elle interview Morgan Spurlock pour le magazine Penthouse et produit plusieurs documentaires pour la compagnie de production britannique September Films (en) sur divers sujets dont le proxénétisme, les trafiquants de drogue et les vedettes pornographiques dans la région de Los Angeles. Elle fait également des apparition dans l'émission de téléréalité du web First Apartment à la fin des années 1990 et au début des années 2000 qui était diffusée sur le défunt si web crushedplanet.com et produit par Joe et Harry Gantz de Taxicab Confessions (en).
Happée par une voiture alors qu'elle marchait en 2002 et où elle est traînée sur 49 pieds, elle subit plusieurs blessures aux jambes, vertèbres et aux côtés. Une tige en titane doit lui être implantée et elle fait plusieurs recherches sur la nutrition et les thérapies de guérisons. C'est alors qu'elle devient consciente du phénomène d'effondrement des colonies d'abeilles.

## Carrière

### Vanishing of the Bees
Avec George Langworthy, elle réalise le documentaire Vanishing of the Bees, documentaire ayant pris cinq années à produire, dont Elliot Page fait la narration,.
Depuis la diffusion du documentaire, Henein est devenue une ardente défenseure contre les aliments composés d'OGM et la réduction des pesticides dans l'environnement.

### HoneyColony
Henein est la fondatrice de la HoneyColony Inc., un magazine à abonnement en ligne qui héberge des éditorialistes rédigeant des articles dans le domaine de la santé et du mieux être,.

## Filmographie

### Film
| Année | Titre                 | Rôle                                    | Notes        |
| ----- | --------------------- | --------------------------------------- | ------------ |
| 2004  | Catwoman              | Assistante du réalisateur, Pitof        | Film         |
| 2009  | Vanishing of the Bees | Réalisatrice / Productrice / Scénariste | Documentaire |